# 壮鼹
壮鼹（学名：Mogera robusta）为鼹科缺齿鼹属的动物，分布在中国，朝鲜，韩国和俄国。在中国大陆，分布于黑龙江、辽宁、吉林等地，主要生活于阔叶林。该物种的模式产地在西伯利亚东部海参崴。